# Przybory kapłańskie

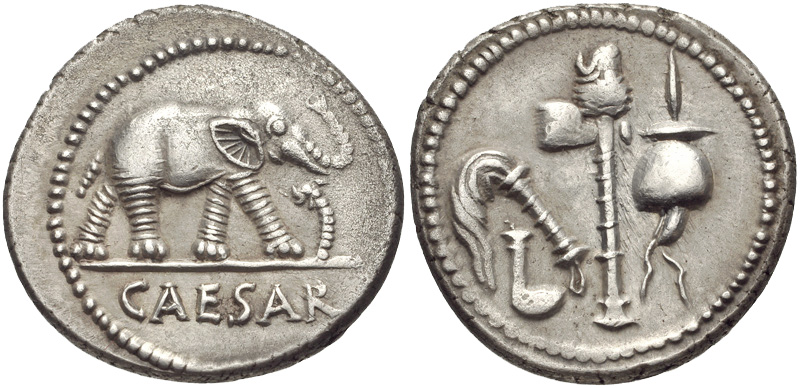
Przybory kapłańskie na rewersie monety Cezara: simpulum, aspergillum, securis, apex

Przybory kapłańskie – utensylia stosowane w obrzędach rytualnych starożytnych Rzymian. 

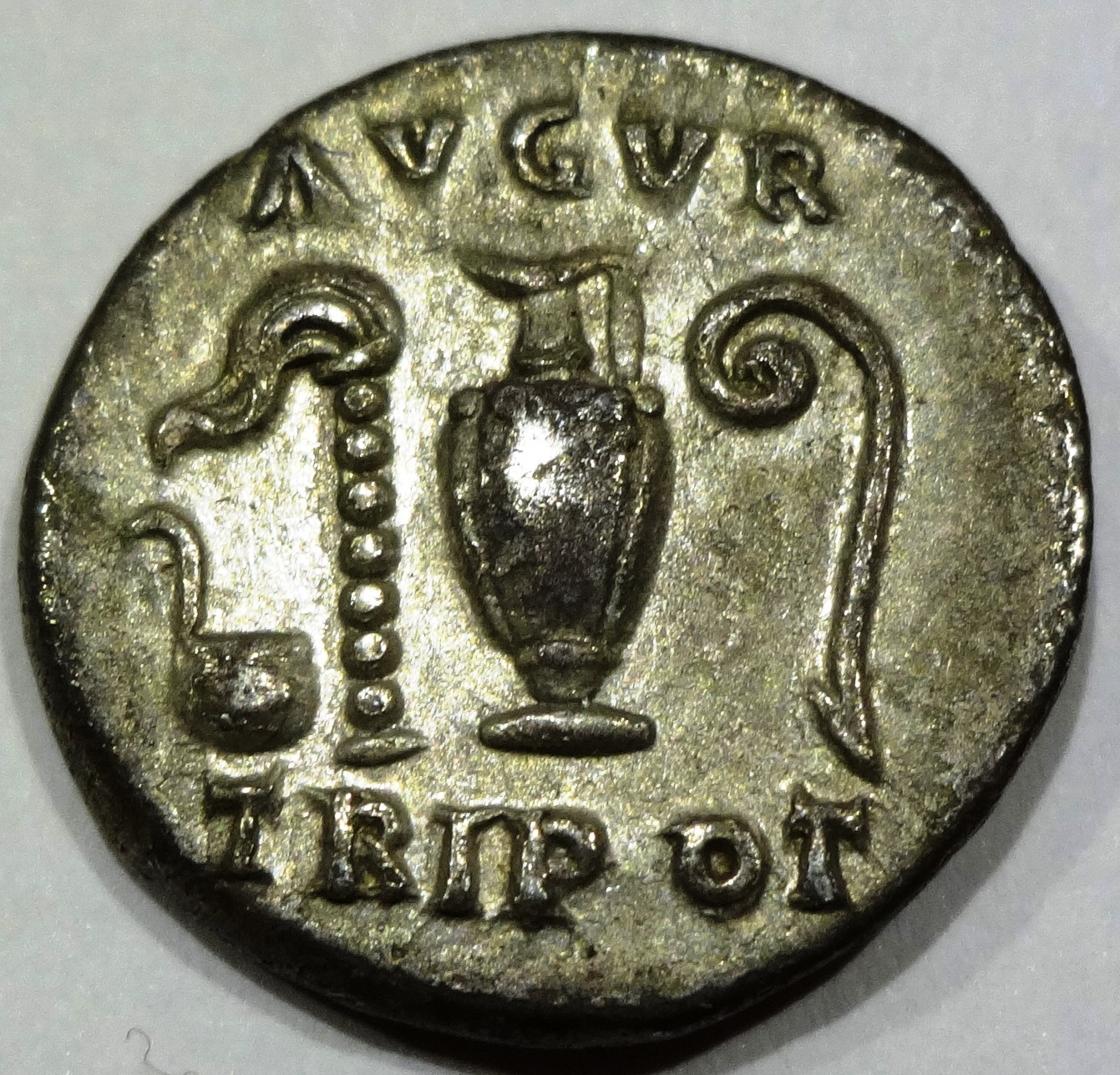
Przybory na monecie Wespazjana symbolizujące funkcję augura: simpulum, aspergillum, capis, lituus

Większą ich część stanowiły przybory ofiarnicze. Spotykane na płaskorzeźbach sakralnych, najlepiej znane są z przedstawień na monetach, na których pojawiają się od czasów Republiki i utrzymują się niemal do końca III wieku n.e.
Należały do nich:
- lituus – krótka laska zakręcona spiralnie u góry; najważniejszy kapłański symbol augura,
- simpulum (simpuvium) – łyżkowaty czerpak do spełniania libacji,
- aspergillum (aspersorium) – kropidło do spryskiwania wodą oczyszczającą,
- praefericulum – niewielka waza używana przy libacjach,
- capis (capeduncula) – dzban z brązu służący do ofiar płynnych,
- patera – płaska misa do spełniania ofiary płynnej,
- securis – siekiera do spełniania ofiary krwawej,
- secespita – nóż ofiarniczy,
- malleus – młot do ogłuszania lub uśmiercania ofiar,
- acerra (turibulum) – kadzielnica rytualna,
- tripus – brązowy trójnóg ofiarny,
- apex – spiczaste nakrycie głowy kapłanów,
- galerus (galerum) – obcisła filcowa czapka kapłańska,
- patella – płaska misa ofiarnicza (patera),
- urceus (urceolus) – jednouszny dzbanuszek na  wodę,
- poculum – niewielka czarka.